# Castelguglielmo
Castelguglielmo est une commune italienne de la province de Rovigo, dans la région Vénétie.

## Administration
| Période                                  | Période | Identité | Étiquette | Qualité |
| ---------------------------------------- | ------- | -------- | --------- | ------- |
|                                          |         |          |           |         |
| Les données manquantes sont à compléter. |         |          |           |         |

### Hameaux
Bressane, Canda, Franceschetta, Le Basse, Precona, Presciane.

### Communes limitrophes
Bagnolo di Po, Canda, Fiesso Umbertiano, Lendinara, Pincara, San Bellino, Stienta.